# Arrondissement Altkirch
Arrondissement Altkirch (fr. Arrondissement d'Altkirch) je správní územní jednotka ležící v departementu Haut-Rhin a regionu Grand Est ve Francii. Člení se dále na 2 kantony a 112 obcí.

## Kantony
od roku 2015:
- Altkirch
- Masevaux (část)

před rokem 2015:
- Altkirch
- Dannemarie
- Ferrette
- Hirsingue